# 信国重貞
信国 重貞（のぶくに しげさだ）は、江戸時代の刀工。

## 作左エ門吉興、吉貞（二代）、別銘重貞
筑前初代信国吉貞には息子が3人おり、その三男吉助の息子、吉親の父。
初め吉貞といい、後に重貞と改銘。貝原益軒編『筑前国続風土記付録』巻29には、「男子三名（中略）三男吉助、吉貞、今重貞ニ至レリ」とあるが、続編の鷹取周成編『筑前國続風土記付録』に「本編には吉助・吉貞今重貞に至るとあり。家系に吉貞後に重貞と改むと記せり」とある。生年不明。没年1708年（宝永5年）。法名は心刀破愁信士。

### 作品
作品は比較的多くがっちりした体配で大変上手である。年記のある作品は今のところ次の二つの作品しか確認されていない。二つは同じ年の作品であるが銘が重貞ではなく、吉貞と記されている。「九州筑前住源信国作右衛門尉吉貞　寛文拾二年八月吉日」（一六七二）宇佐神宮所蔵（大分県文化財）、「九州筑前住源信国作右衛門吉貞　寛文十二年壬子八月日」（一六七二）肥前大村家所蔵目録。

## 源市吉親、銘重貞
記吉貞（二代）の子。「信國吉助（孫四郎と云。吉定か三男也）か家は、三代吉親（源市と云）に至りて断絶す」とされる。